# Metoda Blocha-Schmigalli
Metoda Blocha-Schmigalli, (zwana również jako procedura trójkąta Schmigalli) – w logistyce metoda optymalnego rozmieszczania punktów zależnych, pomiędzy którymi odbywa się przemieszczanie materiału, osób, dokumentów lub informacji. Służy do przestrzennego rozmieszczenia tych punktów w taki sposób, aby punkty pomiędzy którymi następuje największa ilość przepływu danego czynnika (materiał, człowiek, informacje) znalazły się jak najbliżej siebie. Punkty te rozmieszczane są na siatce trójkątów, dzięki czemu można opracować optymalne rozłożenie dużej liczby takich punktów. Rozmieszczenie tych punktów na siatce trójkątów jest podstawą do dalszego planowania rozmieszczenia przestępnego poszczególnych obiektów. Zastosowanie tej metody pozwala na lepszą organizację pracy, transportu, przepływu materiału, informacji czy osób poprzez skracanie odległości pokonywanych pomiędzy punktami o największej intensywności ruchu.

## Zastosowanie
Metoda Blocha-Schmigalli znajduje zastosowanie m.in. w:
- optymalizacji transportu zewnętrznego, jak i transportu wewnątrzzakładowego,
- planowaniu layoutów zakładów i magazynów,
- rozmieszczaniu względem siebie poszczególnych linii i gniazd produkcyjnych,
- planowaniu przestrzeni administracyjno-biurowej.

Metoda ta została opracowana w latach pięćdziesiątych XX wieku przez Szwajcara W. Blocha, którą w późniejszym czasie rozwinął H. Schmigall. W tej metodzie wykorzystywana jest tablica powiązań między obiektami zwana inaczej tabelą transportową. Poniżej przedstawiona jest prezentacja wyjaśniająca sposób zastosowania tej metody.
Wspomaga działania ukierunkowane na redukcję pokonywanych odległości:
- transportu zewnętrznego między zakładami, centrami logistycznymi i magazynami,
- transportu pomiędzy budynkami w jednej lokalizacji,
- transportu wewnętrznego pomiędzy halami magazynowymi i produkcyjnymi,
- transportu wewnętrznego pomiędzy gniazdami i liniami produkcyjnymi,
- przepływu materiału w skali mikro na stanowisku pracy, gdzieździe lub linii produkcyjnej.

Metodę tę można wykorzystać również w optymalizacji rozmieszczenia miejsc pracy w biurach z uwzględnieniem częstości przepływu informacji, zadań, dokumentów pomiędzy poszczególnymi stanowiskami. Procedura trójkąta Schmigalli nadaje się do wsparcia filozofii lean management.